# District du Mézenc
Le district du Mézenc est une ancienne division territoriale française du département de l'Ardèche de 1790 à 1795. Il résulte d'une réorganisation du département, passant de sept à trois districts, quelques mois après la création des districts. Il est formé des anciens districts d'Annonay, Tournon et Vernoux.
Il était composé des cantons de Tournon, Andance, Annonay, le Cheylard, Felix Val, Lamastre, Mas d'Hesrieux, Montchinac, Saint Peray, Satillieux, Serrieres et Vernoux.